# Angus Groom
Angus Groom (* 16. Juni 1992 in Glasgow) ist ein britischer Ruderer.

## Biografie
Angus Groom begann während seines Studiums an der University of Durham mit dem Rudersport.
2016 wurde er für die Olympischen Spiele in Rio de Janeiro nominiert. In der Doppelvierer-Regatta belegte er mit dem britische Boot den fünften Platz.
2019 gewann er schließlich bei den Europameisterschaften in Luzern mit Bronze im Doppelvierer seine erste internationale Medaille.
Bei den Olympischen Spielen 2020, die pandemiebedingt ein Jahr später ausgetragen wurden, gewann er zusammen mit Harry Leask, Thomas Barras und Jack Beaumont Silber in der Doppelvierer-Regatta.